# Vestimentație

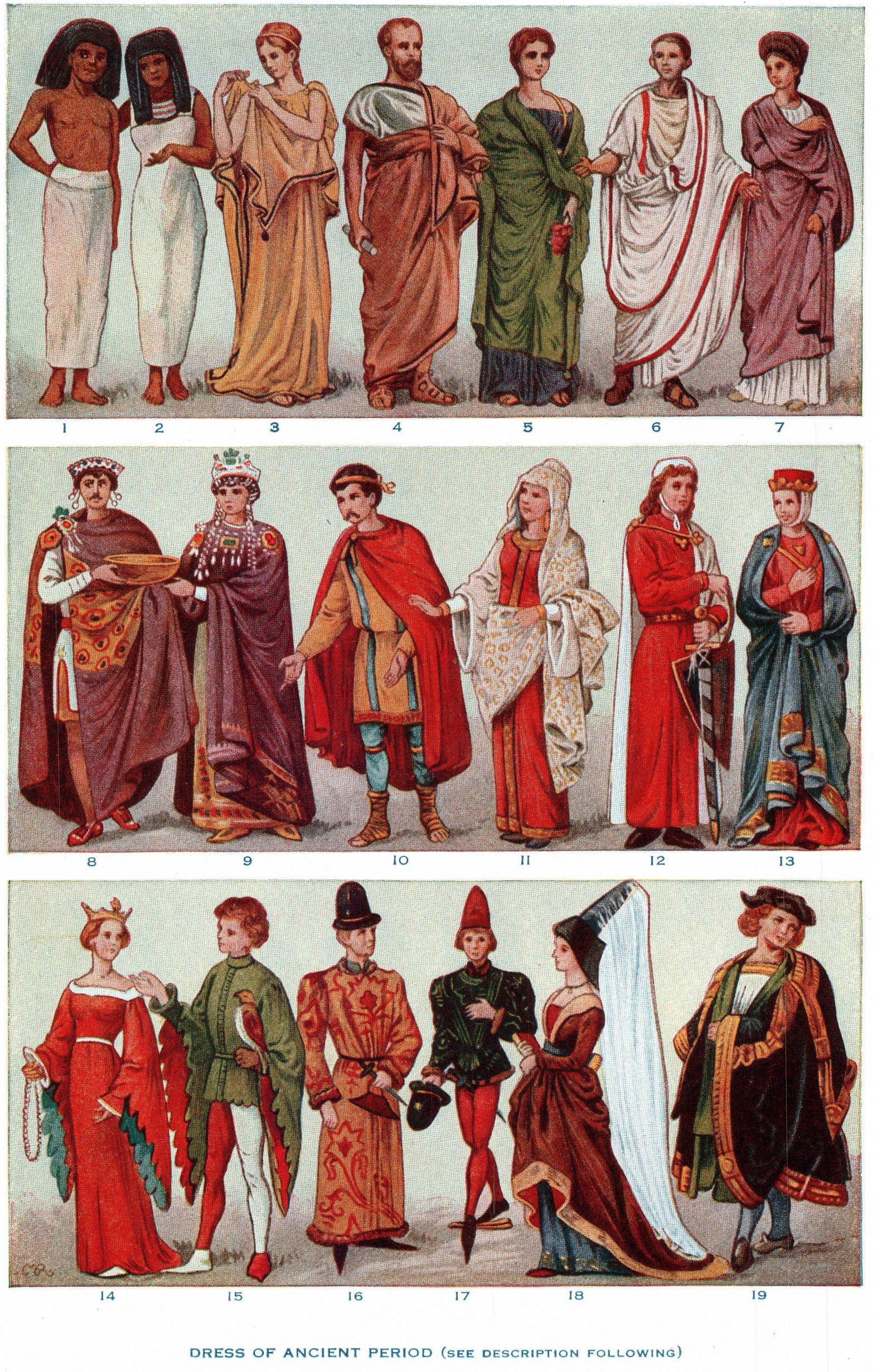

Vestimentație este termenul care se referă la totalitatea articolelor de îmbrăcăminte, încălțăminte și accesorii. În mod tipic, vestimentația este alcătuită din țesături sau materiale textile , însă cu timpul a inclus îmbrăcăminte formată din piele de animale și alte materiale subțiri, precum și produse naturale existente în mediul ambiant.